# Krynica Morska
Krynica Morska (1945–1958 benämnt Łysica) (tyska: Kahlberg) är en populär semester- och badort i norra Polen. Orten fick stadsrättigheter 1991 och hade 1 364 invånare år 2006. Den är belägen på Vistulanäset och är Polens befolkningsmässigt minsta kommun.

### Fotnoter
1. ↑  Zendry Svärdkrona (30 augusti 2003). ”Guide/ Rida i Kadyny” (på svenska). Aftonbladet. http://www.aftonbladet.se/resa/resmal/europa/polen/article12031111.ab. Läst 30 mars 2017.